# Eco del litorale ungarico
Eco del litorale ungarico povijesne su riječke novine, čiji je prvi broj objavljen 5. travnja 1843. u tiskari braće Karletzky. Izlazile su do 1845. godine. 

## Povijest publikacije
Ime prvog urednika nije poznato. Od 17. lipnja 1843. tu ulogu preuzima bio Giovanni Spagnolo. On je iz nepoznatih razloga smijenjen 30. srpnja 1845., a na njegovo je mjesto došao Vicko Solitro. Novine su izlazile dva puta tjedno: srijedom i subotom. Program novina bio je »Fiume con Ungeria« (Rijeka s Mađarskom). 
Na početku svakoga broja nalazio se meteorološki izvještaj Riječkog nautičkog zavoda, a u listu je objavljivano niz podataka o pomorstvu, trgovini, vremenskim prilikama u našim primorskim krajevima, umrlima u Rijeci itd. Postojale su i rubrike o kretanju brodova, a značajan je bio i Podlistak, u kojemu je objavljen niz kulturno-povijesnih članaka, uz koje su često bile publicirane i recenzije djela izašlih u Rijeci i o Rijeci.

## Dostupnost
Sveučilišna knjižnica Rijeka digitalizirala je novine Eco del litorale ungarico, jedne od povijesnih riječkih novina i prve sačuvane u njezinu fondu, koje su izvor za proučavanje povijesti Rijeke i kulturna su baština.